# Kohei Takano
Kohei Takano (født 3. april 1985) er en tidligere japansk fodboldspiller.
Han har spillet for flere forskellige klubber i sin karriere, herunder AC Nagano Parceiro.